# The L Word: Generation Q
The L Word: Generation Q è una serie televisiva drammatica statunitense creata da Ilene Chaiken e prodotta da Showtime trasmessa dall'8 dicembre 2019 al 22 gennaio 2023. È il sequel di The L Word, andata in onda su Showtime dal 2004 al 2009.

## Trama
Ambientata oltre dieci anni dopo gli eventi di The L Word, la serie segue un gruppo di amici, la cui maggioranza sono lesbiche. È stata trasferita dalla sua collocazione originale di West Hollywood a Silver Lake, Los Angeles.

## Episodi
| Stagione         | Episodi | Prima TV USA | Prima TV Italia |
| ---------------- | ------- | ------------ | --------------- |
| Prima stagione   | 8       | 2019-2020    | 2020            |
| Seconda stagione | 10      | 2021         | 2021            |
| Terza stagione   | 10      | 2022-2023    | inedita         |

## Personaggi e interpreti

### Principali
- Bette Porter (stagioni 1-3), interpretata da Jennifer Beals, doppiata da Cristina Boraschi.
Prima donna lesbica in corsa per diventare sindaco di Los Angeles.
- Shane McCutcheon (stagioni 1-3), interpretata da Katherine Moennig, doppiata da Laura Lenghi.
Parrucchiera androgina e lesbica, proprietaria di saloni in tutto il mondo.
- Alice Pieszecki (stagioni 1-3), interpretata da Leisha Hailey, doppiata da Claudia Pittelli.
Conduttrice di un suo talk show.
- Dani Núñez (stagioni 1-3), interpretata da Arienne Mandi, doppiata da Gemma Donati.
Direttrice di pubbliche relazioni di Bette e fidanzata di Sophie. Precedentemente è stata direttrice di comunicazioni per l'azienda di suo padre, la "Núñez Incorporated".
- Gigi Ghorbani (stagioni 1-3), interpretata da Sepideh Moafi, doppiata da Beatrice Caggiula.
Ex moglie della fidanzata di Alice, Nat, con cui ha avuto due figli.
- Micah Lee (stagioni 1-3), interpretato da Leo Sheng, doppiato da Alberto Franco.
Uomo trans e professore associato.
- Sarah Finley (stagioni 1-3), interpretata da Jacqueline Toboni, doppiata da Letizia Ciampa.
Assistente esecutiva del programma di Alice, proveniente da una famiglia molto religiosa.
- Sophie Suarez (stagioni 1-3), interpretata da Rosanny Zayas, doppiata da Benedetta Degli Innocenti.
Produttrice televisiva per il programma di Alice e fidanzata di Dani.
- Angelica "Angie" Porter-Kennard (stagioni 2-3; ricorrente stagione 1), interpretata da Jordan Hull, doppiata da Vittoria Bartolomei.
Figlia di Bette con la sua ex moglie, Tina Kennard, la quale Angelica si riferisce a lei come "Mama T".
- Tess Van De Berg (stagione 3; ricorrente stagioni 1-2), interpretata da Jamie Clayton, doppiata da Valentina Stredini.
Barista e manager del Dana's, ex alcolista e fidanzata di Shane.

### Ricorrenti
- José, interpretato da Freddy Miyares.
Nuovo proprietario immobiliare dell'abitazione di Dani, Sophie e Micah ed interesse amoroso di Micah.
- Rodolfo Núñez, interpretato da Carlos Leal, doppiato da Dario Oppido.
Padre omofobo di Dani che rifiuta di benedire il fidanzamento di sua figlia.
- Pierce Williams (stagione 1), interpretato da Brian Michael Smith, doppiato da Massimo Triggiani.
Uomo trans e assistente di Bette.
- Natalie "Nat" Bailey, interpretata da Stephanie Allynne, doppiata da Angela Brusa (stagione 1) e da Sara Ferranti (stagione 2-in corso).
Partner di Alice.
- Maribel Suarez, interpretata da Jillian Mercado, doppiata da Chiara Francese.
Sorella di Sophie.
- Rebecca, interpretata da Olivia Thirlby, doppiata da Ughetta d'Onorascenzo.
Ministro congregazionista bisessuale (MCC) che ha avuto un'avventura di una notte con Finley.
- Felicity Adams, interpretata da Latarsha Rose, doppiata da Selvaggia Quattrini.
Ex impiegata ed ex amante di Bette.
- Jordi, interpretata da Sophie Giannamore, doppiata da Federica Simonelli.
Amica di Angelica e in seguito sua ragazza.
- Quiara Thompson, interpretata da Lex Scott Davis, doppiata da Gea Riva.
Famosa cantante e moglie separata e intrigante di Shane.
- Tom Maultsby (stagione 2), interpretato da Donald Faison, doppiato da Simone Crisari.
Editore che si interessa al libro di Alice e inizia una relazione con lei.
- Tina Kennard, interpretata da Laurel Holloman, doppiata da Cristiana Rossi.
Ex compagna di Bette.

## Produzione
Una continuazione per The L Word è stata approvata per essere in sviluppo da Showtime l'11 luglio 2017. Marja-Lewis Ryan è stata confermata showrunner e produttrice esecutiva il 20 novembre 2017; la creatrice di L Word Ilene Chaiken, ricopre il ruolo di produttrice esecutiva, insieme a Jennifer Beals, Katherine Moennig, e Leisha Hailey. La prima stagione di The L Word: Generation Q consiste in otto episodi.
Il 13 gennaio 2020, la serie è stata rinnovata per una seconda stagione, che è stata trasmessa dall'8 agosto 2021.
Il 4 febbraio 2022 Showtime ha rinnovato la serie per una terza stagione.
Il 23 marzo 2023 Showtime ha cancellato la serie dopo tre stagioni. Tuttavia, un reboot della serie originale ambientato a New York è in lavorazione con Chaiken come produttrice.

## Distribuzione
Nel Regno Unito ha debuttato su Sky Atlantic il 4 febbraio 2020. In Germania e in Austria è trasmessa dal 15 aprile 2020 su Sky Atlantic. In Italia va in onda in prima visione sul canale Sky Atlantic dall'11 maggio 2020.